# Prima linea (rugby)
Nel gioco del rugby, il termine prima linea viene utilizzato per indicare il ruolo dei piloni e del tallonatore. Le prime linee sono determinanti nella conquista del pallone in una mischia e sono normalmente i giocatori fisicamente più robusti e pesanti di una squadra. In una touche, solitamente il tallonatore è colui il quale si occupa di rimettere in gioco il pallone con le mani, mentre i piloni si rendono utili nella fase di sollevamento. Nel gioco aperto una prima linea, che costituisce il giocatore più avanzato disposto in campo, in fase di attacco può attuare lo sfondamento della difesa avversaria allo scopo di guadagnare dei metri di campo e avvicinarsi così alla linea di meta. In fase difensiva invece rappresenta il primo ostacolo che il possessore di palla avversario si trova a fronteggiare.
Dato il potenziale rischio di incorrere anche in seri infortuni quando una prima linea si trova a formare un pacchetto di mischia, tale ruolo può essere ricoperto solamente da giocatori specializzati e opportunamente preparati. Una notevole forza e abilità di placcaggio sono le doti ideali che dovrebbero contraddistinguere una prima linea.
Prime linee indotte nella International Rugby Hall of Fame sono: Wilson Whineray (Nuova Zelanda), Syd Millar (Irlanda), Sean Fitzpatrick (Nuova Zelanda), Keith Wood (Irlanda e Lions), Jason Leonard (Inghilterra).